# Рада, Эди
Эди Рада (нем. Edi Rada; 13 сентября 1922 года, Вена, Австрия — 13 июля 1997 года, Ванкувер, Канада) — фигурист из Австрии, бронзовый призёр зимней Олимпиады 1948 года, чемпион Европы 1949 года, чемпион Германии 1943 года, восьмикратный чемпион Австрии (1939 — 1942 и 1946 — 1949 годов) в мужском одиночном катании. По окончании спортивной карьеры работал тренером в Канаде.

## Карьера
В девятилетнем возрасте Эди случайно попался на глаза известному тренеру Рудольфу Кутцеру. После начала работы с которым у него начали расти результаты. В 1935 году он выиграл австрийское первенство среди юниоров. Ему не повезло из-за II мировой войны он пропустил много лучших лет, ведь мировые и континентальные чемпионаты не проводились. В конце спортивной карьеры в 1949 году он в Милане стал чемпионом Европы.
Через три года он перебрался в Канаду где стал работать тренером. В конце 1960-х годов из-за проблем с сердцем Рада оставил тренерскую работу. Впоследствии в 1973 году его бывшая ученица Карен Магнуссен стала чемпионкой мира.

## Спортивные достижения

### Мужчины
| Соревнования/Сезоны | 1938 | 1939 | 1940 | 1941 | 1942 | 1943 | 1944 | 1945 | 1946 | 1947 | 1948 | 1949 |
| ------------------- | ---- | ---- | ---- | ---- | ---- | ---- | ---- | ---- | ---- | ---- | ---- | ---- |
| Зимние Олимпиады    |      |      |      |      |      |      |      |      |      |      | 3    |      |
| Чемпионаты мира     | 7    | 4    |      |      |      |      |      |      |      |      | *    | 3    |
| Чемпионаты Европы   | 7    | 4    |      |      |      |      |      |      |      |      | 3    | 1    |
| Чемпионаты Австрии  | 2    | 1    | 1    | 1    | 1    |      |      |      | 1    | 1    | 1    | 1    |
| Чемпионаты Германии |      | 2    |      | 2    |      | 1    |      |      |      |      |      |      |

- * Не закончил соревнование